# Sisimiut-Museum
Das Sisimiut-Museum (dänisch Sisimiut Museum, grönländisch Sisimiut Katersugaasiviat) ist das Heimatmuseum (Lokalmuseum) von Sisimiut.

## Geschichte
1969 hatte Hans Christian Petersen die Idee, ein Lokalmuseum in Sisimiut zu gründen. Erst am 14. März 1974 wurde jedoch ein Museumsverein gegründet, der Museumsgegenstände einsammeln sollte. Diese wurden im Gammelhuset deponiert und der Öffentlichkeit zugänglich gemacht, aber da das Gebäude nicht gesichert war, wurde ein Teil der Sammlung gestohlen. Im November 1979 besuchten Angestellte des Nationalmuseums Sisimiut. Anschließend übernahm die Gemeinde Sisimiut das Museum. Das Architekturbüro von Karsten Rønnow entwarf Pläne für einen Umbau des Gammelhusets und im November 1984 wurden die Umbauarbeiten abgeschlossen. Am 1. Januar 1985 wurde das Museum offiziell anerkannt. In den Jahren danach hat das Museum immer mehr historische Gebäude in der Umgebung übernommen, sodass es heute ein Freilichtmuseum ist. Da die ersten beiden Museumsleiter Archäologen waren, liegt der Fokus des Museums auf Archäologie. 2015 übernahm das Sisimiut-Museum das Kangerlussuaq-Museum, das seither von Sisimiut aus mitverwaltet wird.

## Gebäude

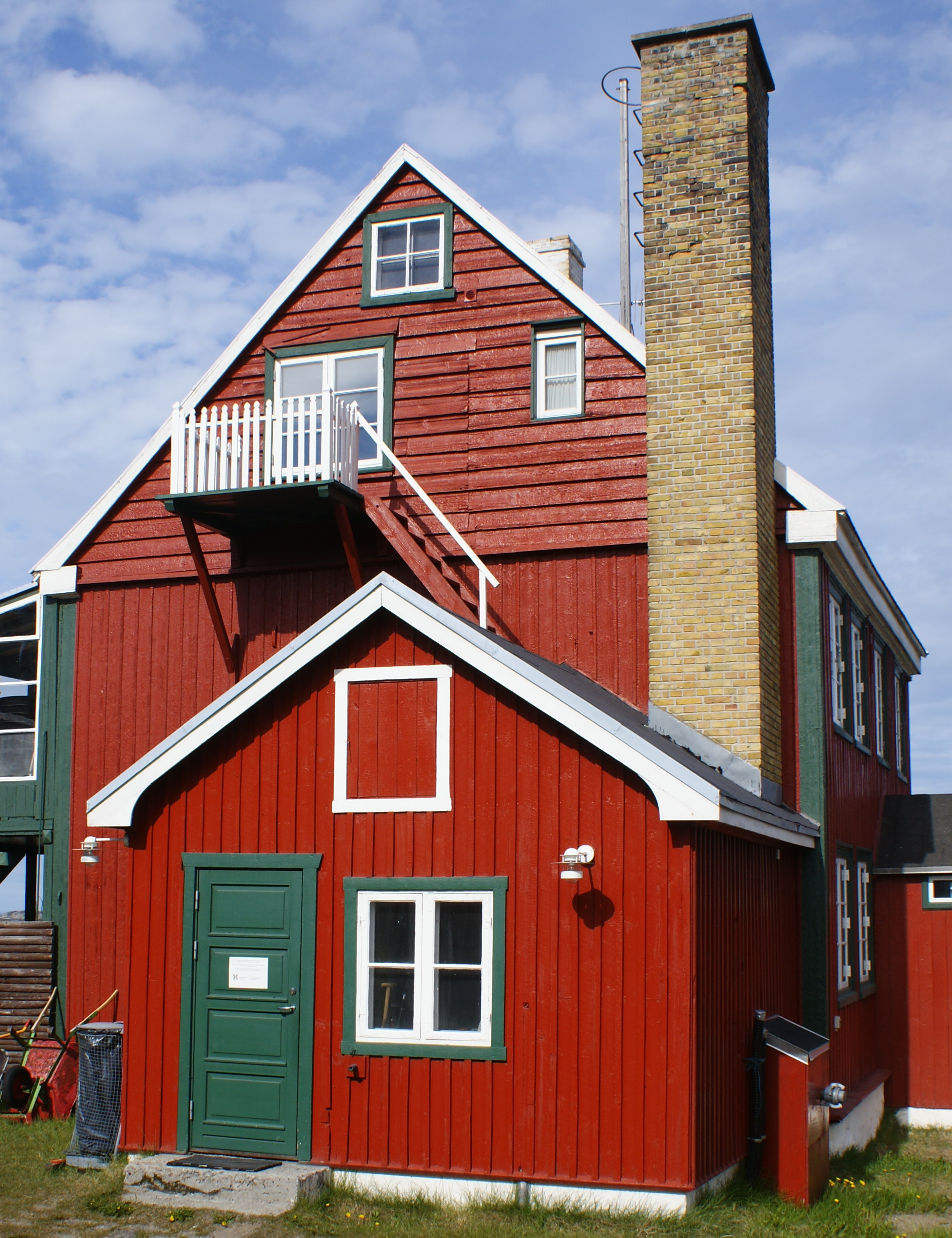
Das Wohnhaus des Missionars (B-113) (2010)

Das Sisimiut-Museum besitzt heute folgende Gebäude:
- B-23: Das Gebäude war früher die Wohnung des Kolonialverwalters. Es beherbergt heute den Museumsshop und eine Ausstellung.
- B-25: Der frühere Laden wurde 1825 errichtet. Heute dient das Gebäude als Magazin und Ausstellungslokal für Sonderausstellungen.
- B-32: Das Gammelhuset genannte Gebäude wurde 1754 am alten Koloniestandort Ukiivik erbaut und später mit nach Sisimiut versetzt. Nach einer Restauration war es 1986 das erste Gebäude des Museums und beherbergt heute Ausstellungen.
- B-40: Das Wohnhaus für Walfänger wurde wohl 1767 nach Sisimiut gebracht. Es dient heute als Museumsmagazin.
- B-44: Das Halvvejshuset ist ein früheres Packhaus. Darin befindet sich heute die Bootsausstellung.
- B-54: Die alte Schmiede wurde um 1900 errichtet und erhielt später einen als Zimmerei gebrauchten Anbau. In der Schmiede sind heute Schmiedewerkzeuge ausgestellt, während die Zimmerei die heutige Museumswerkstatt ist.
- B-113: Die Pastorenwohnung wurde 1759 gebaut, später an die heutige Stelle versetzt und diente ursprünglich dem Missionar als Wohnhaus. Darin befinden sich heute die Museumsverwaltung und -bibliothek.
- B-114: Die alte Kirche, auch Bethelkirche oder Blaue Kirche genannt, wurde 1775 errichtet. Heute dient sie als Ausstellungsraum.
- B-1486: Das Gebäude ist eine 1993 errichtete Rekonstruktion eines alten Torfmauerhauses. Darin sind beispielsweise Modelle von anderen Torfmauerhäusern ausgestellt, die die Entwicklung dieses grönländischen Architekturtyps im Laufe der Zeit zeigen.

Mit Ausnahme von B-54 und B-1486 sind alle Gebäude geschützt. Für detaillierte Beschreibungen zur Geschichte und Architektur der einzelnen Gebäude, siehe die Liste der Baudenkmäler in Sisimiut.

## Ausstellung

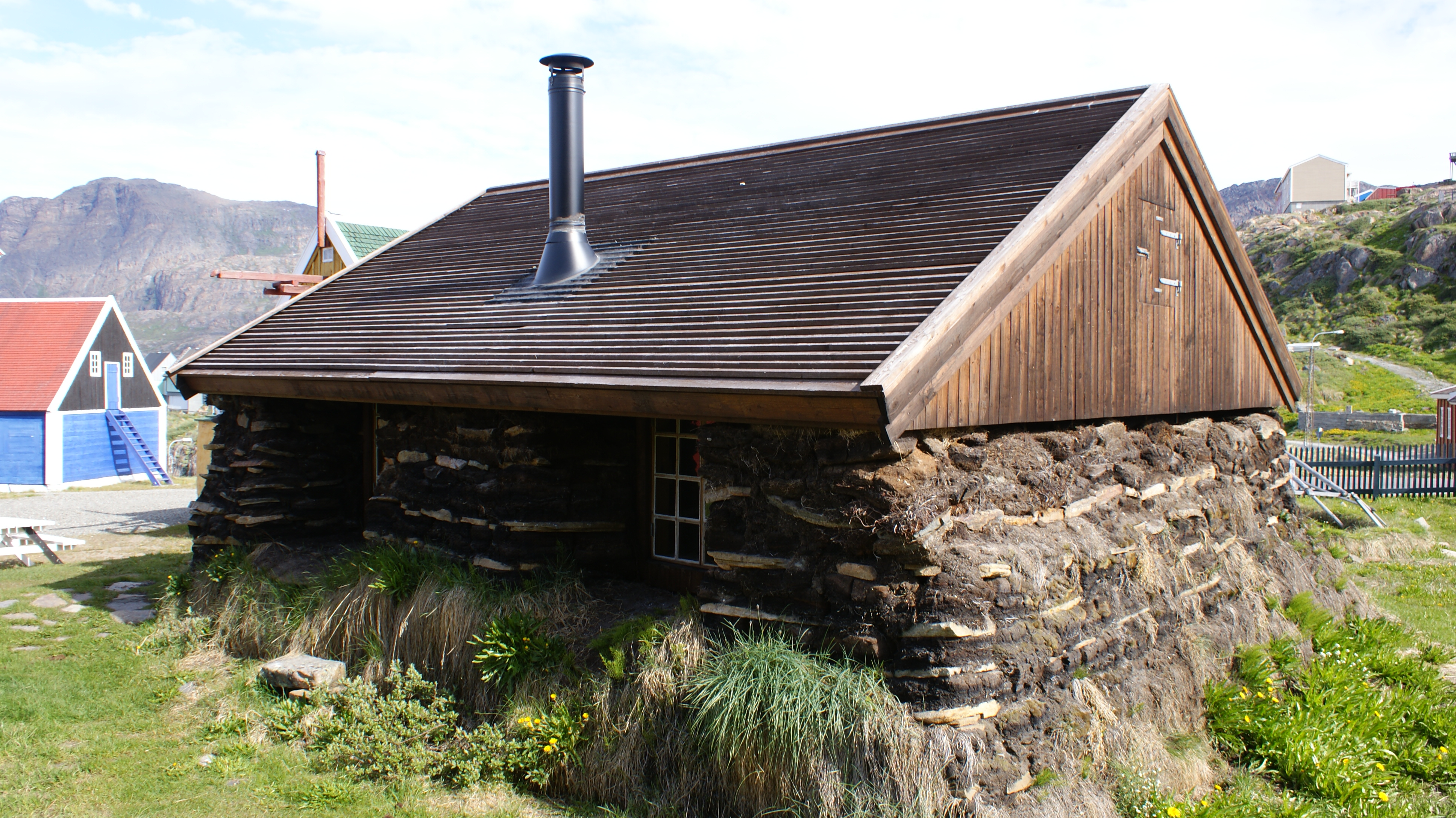
Das rekonstruierte Torfmauerhaus (B-1486) (2010)

Das Museum zeigt folgende Ausstellungen:
- Eine archäologische Sammlung gibt Auskunft über die Saqqaq-Kultur, die erste menschliche Besiedelung Grönlands.
- Eine Ausstellung informiert über das nahe Sisimiut liegende UNESCO-Welterbe Aasivissuit – Nipisat.
- Eine der Ausstellungen zeigt den Wandel von Sisimiut von einem Ort voller Jäger hin zum ersten grönländischen Industriestandort.
- In der Kirche wird der Kontrast zwischen dem traditionellen Glauben der Inuit und dem Christentum in der Frühzeit der Missionarisierung thematisiert.
- Sisimiut war ab 1931 Standort der ersten Bootswerft Grönlands. Aus diesem Grund stellt das Museum mehrere Boote aus.
- Im rekonstruierten Torfmauerhaus werden die Wohnverhältnisse der grönländischen Bevölkerung um 1900 gezeigt.
- In der Schmiede wird gezeigt, wie ein grönländischer Schmied im 20. Jahrhundert arbeitete und thematisiert die Geschichte Sisimiuts in der frühen Periode der Industrialisierung.
- Daneben werden regelmäßig wechselnde Sonderausstellungen zu verschiedenen Themen gezeigt.